# Stanley Spencer (Ballonfahrer)

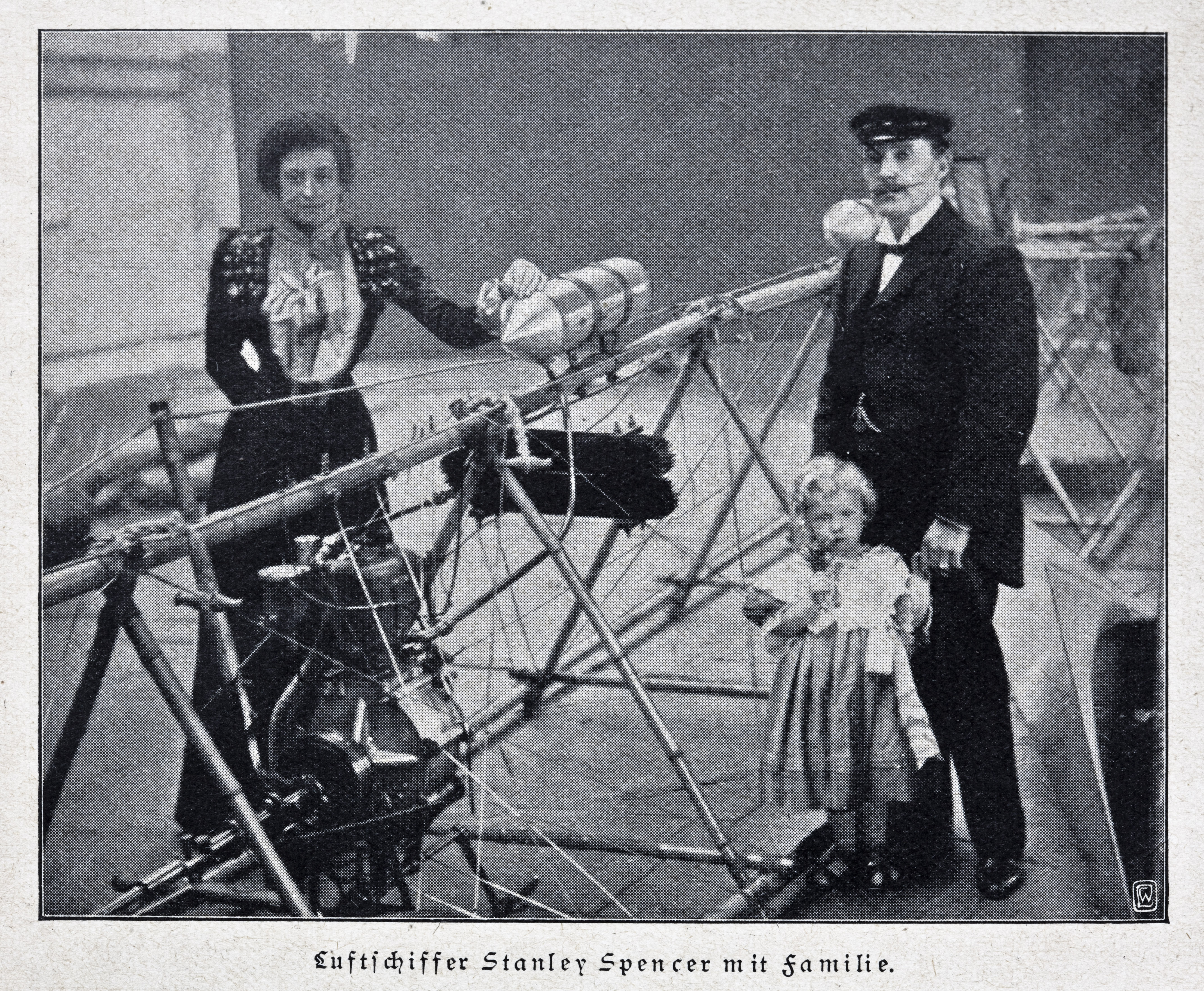
Stanley Spencer mit Familie in seiner Werkstatt, ca. 1902

Stanley Spencer (* 1868 in Islington, London; † 27. Januar 1906 auf Malta) war der erste englische Luftschiffer, der einen gelenkten Flug mit einem Wasserstoffballon über Großbritannien durchführte. Er stammte aus einer Familie von Flugkonstrukteuren, betrieb mit seinem Bruder zusammen die Firma Spencer Bros. und erreichte mit seinen Testflügen über London in den Jahren 1902/03 eine solche Popularität, dass sein Name in England zum Synonym für die Zukunft der Luftfahrt wurde.

## Leben

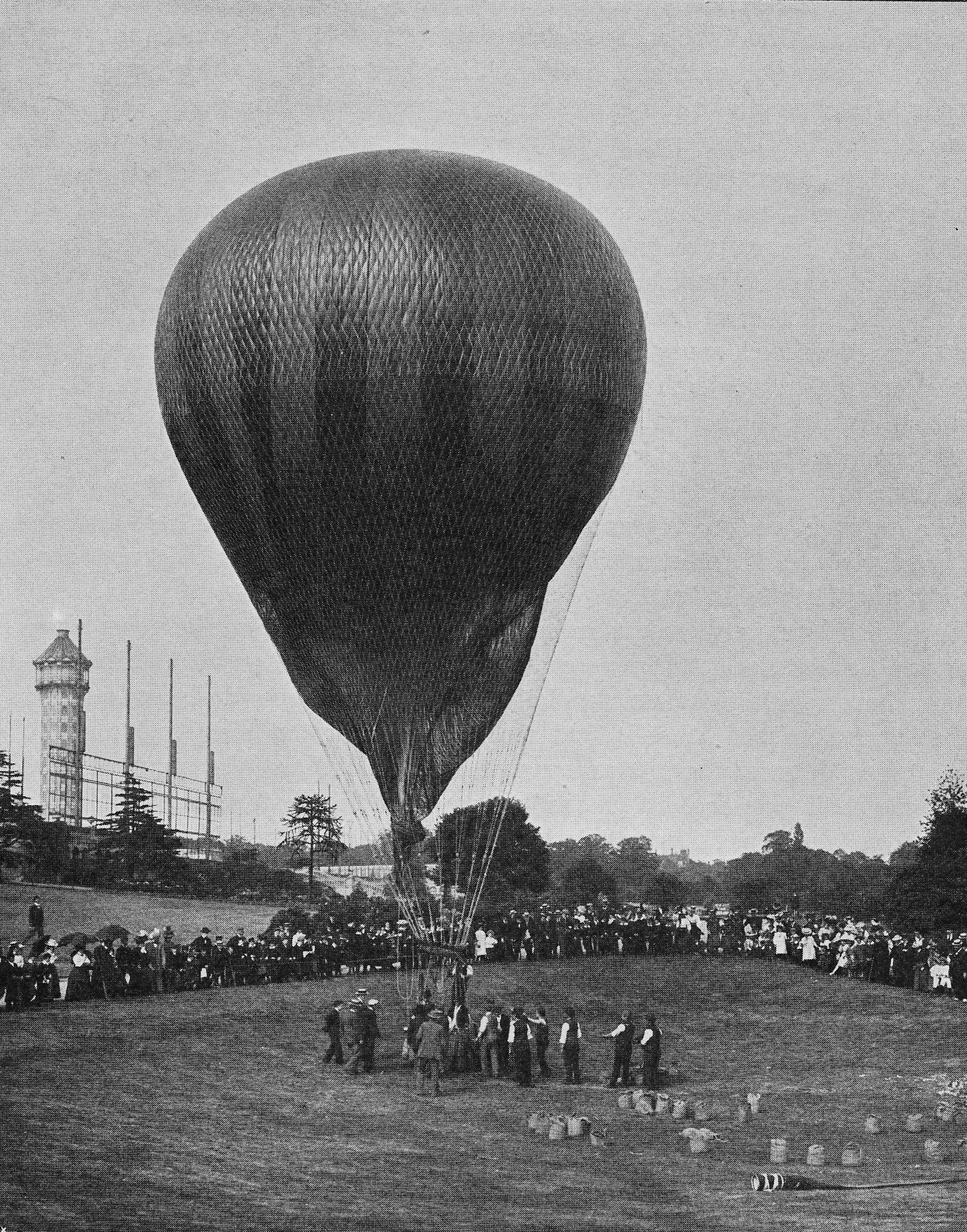
Spencers Ballon Excelsior vor dem Aufstieg am 15. September 1898

Alle fünf Geschwister Stanleys waren Luftschiffer, wobei insbesondere Arthur und Percival eine gewisse Bekanntheit erreichten. Ihr Vater Charles Green Spencer hatte die Ballon-Fabrik CG Spencer and Sons in London gegründet; dessen Vater Edward Spencer war ein erfahrener Ballon-Fahrer gewesen und flog bereits 1836. Am 15. September 1898 steuerte Stanley Spencer, mit dem deutschen Meteorologen Arthur Berson an Bord, seinen Ballon Excelsior, der dabei eine Höhe von 8320 Metern erreichte.

### Die großen (Luftschiff-)Flüge über London 1902 und 1903
Stanley Spencer lebte in einer Zeit, als der Traum vom Fliegen wahr wurde und „Prallluftschiffe“ einen Erfolg nach dem anderen verzeichneten. Insbesondere kamen aus Frankreich Nachrichten sensationeller Präzisionsflüge: Alberto Santos-Dumont hatte am 13. November 1899 zum ersten Mal den Eiffelturm in Paris umkreist, zwei Jahre später den hoch dotierten Deutsch-Preis gewonnen und war damit 1901 zum Mann des Jahres in der Welt gekürt worden. Auch in Deutschland betrieben Forscher intensiv die Forschungsflüge; sie kooperierten kurzzeitig auch mit Spencer in London.
Zum ersten Mal machte Stanley Spencer im Sommer 1902 von sich reden. Die Londoner Times schrieb am 25. Juni in ihrer Veranstaltungsrubrik: „Crystal Palace - Die Spencer Bros. werden, so das Wetter es ermöglicht, täglich mit ihrem steuerbaren Luftschiff hochsteigen.“ Zwei Wochen später widmete ihm die Times anlässlich mehrerer gelungener Starts und Landungen auf dem Polo-Gelände in Crystal Palace den ersten kurzen Artikel und sprach von einem „höchst erfolgreichen“ Test dieses „neuen britischen steuerbaren Ballons, dem Mellin-Luftschiff“. Nach den positiv verlaufenen Probeflügen nahm „der Aeronaut seine kleine, neunjährige Nichte, Miss Marie Spencer, mit an Bord“ und flog mit ihr in 70 Metern Höhe einige Runden über der Wiese.
Mit dem aus Bambus, Metall und Seide von ihm selbst konstruierten Fluggerät Mellin gelang Spencer am 19. September 1902 der Flug, der ihn berühmt machte. Er hatte sich spontan am späten Nachmittag dazu entschlossen, wegen des günstigen Südwinds und der guten Sicht. Um 16 Uhr hob er in Crystal Palace ab, stieg auf 100 Meter Höhe und „steuerte das Gerät, welches von Anfang bis Ende völlig unter seiner Kontrolle war, Richtung London City. Der 3-Meter-Propeller, angetrieben von einem Simms Benzinmotor, drehte sich sanft mit etwa 200 Umdrehungen pro Minute. Auch das Ruder reagierte gut.“ Wenig später geriet Spencer in Aufregung, denn der Ballon stieg zu stark nach oben. Der Aeronaut wollte gerade eingreifen, als sich das eigens dafür von ihm eingebaute Sicherheitsventil automatisch öffnete und den Steigflug abbrach. Spencer wollte von Süden kommend direkt die Themse überqueren, was er wegen der plötzlich auftretenden schlechten Sicht unterließ und stattdessen nach Westen Richtung Chelsea abdrehte, wo ihm von den Brücken aus „mehrere hundert Schaulustige“ zusahen, denen zuliebe er einige Runden über dem Fluss vollführte, bevor er dann wegen des knapp werdenden Treibstoffs und der einsetzenden Dämmerung über Earl’s Court und Acton mit 7½ Meilen pro Stunde (12 km/h) nach Eastcote im Nordwesten Londons flog und dort unter dauerndem Ablassen von Wasserstoff aus dem zigarrenförmigen Ballon landete. „Mr. Spencer beendete diese bemerkenswerte Reise ohne das geringste Missgeschick oder irgendwelche Probleme mit dem etwas zerbrechlich wirkenden Antriebsmechanismus.“ Die Times meldete einen Tag später, dass das Fluggerät jetzt zurück in den Aerodrome des Crystal Palace transportiert und dort vor Publikum neu mit Wasserstoff aufgeblasen würde.
Der Erfolg blieb ein Einzelereignis. Zwar nahm Spencer bei seinen Flügen über London Fotos auf, die er als Postkarten verkaufte, und auf seinem Ballon war Werbung aufgedruckt. Jedoch erreichte er bei längeren Flügen nie sein Ziel. Vermutlich wegen des zu schwach ausgelegten Motors (4 PS) und Leitwerks war Stanley Spencers Fluggerät stark dem Wind ausgeliefert und konnte nur mit Mühe dagegen ansteuern. Auch ein Jahr später, mit dem neuen Luftschiff Excelsior und neuem Antrieb (1000 Umdrehungen und 24 PS), misslang Spencers groß angekündigtes Unternehmen, am 17. September 1903 St. Paul’s Kathedrale zu umkreisen und an den Ausgangspunkt zurückzufliegen.

### Weltruhm und Tod
Stanley Spencers Ruhm als Flugschiff- und Fallschirmkonstrukteur und -springer (seine Fluggeräte zeichneten sich unter anderem durch die Verwendbarkeit des Luftsacks als Fallschirm aus) führt ihn auf Reisen in viele Länder, unter anderem auch China. Er erkrankte auf dem Rückweg von Indien nach England per Schiff an Typhus und starb bei einem Notstopp am 27. Januar 1906 auf der Insel Malta.